# Dracocephalum moldavica
Dracocephalum moldavica es una especie de planta herbácea perteneciente al género Dracocephalum en la familia de las lamiáceas. Se encuentra en Asia.

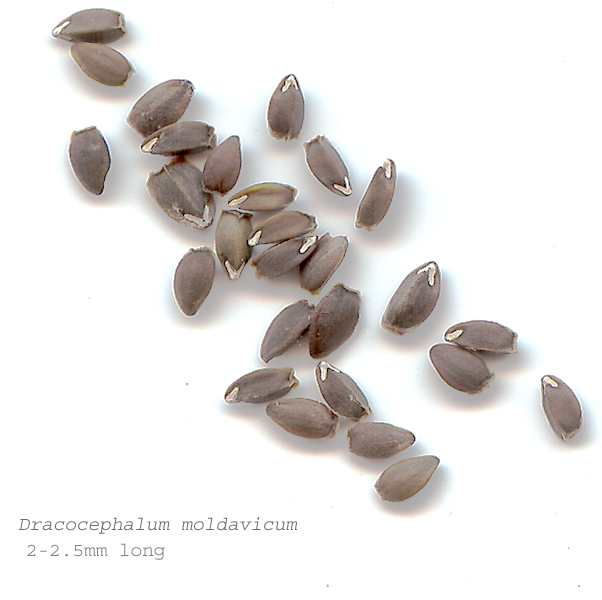
Semillas

## Descripción
Planta anual aromática con tallos erectos que alcanzan un tamaño de 15-30 cm de altura, generalmente ramificados desde cerca de la base, con pelos glandulares. Hojas de 12-25 x 7-15 mm, ± oblongo-ovadas, crenadas a dentadas, truncadas a cuneadas, en ambas superficies con un corto indumento eglandular y glóbulos de aceite por debajo. Las inflorescencias en verticilos con 6 flores; brácteas oblongas, con barbas largas. Pedicelos de 2-5 mm, aplanados. Cáliz 8-10 mm, bilabiado, con pliegues prominentes; indumento de pelos muy cortos y eglandulares dispersos glóbulos de aceite sésiles; labio superior de 3 ovadas, el labio inferior de 2 dientes mucronados lanceoladas. Corola 20 mm de largo, de color violeta azul brillante, externamente pilosa. Los frutos son núculas de 2,5 x 1,2 mm oblongas, de color marrón, apicalmente truncados, con una cicatriz  prominente en forma de V.

## Taxonomía
Dracocephalum moldavica fue descrita por  Carlos Linneo y publicado en Species Plantarum 2: 595. 1753.
Sinonimia
- Dracocephalum fragrans Salisb.
- Moldavica moldavica (L.) Britton
- Moldavica punctata Moench
- Moldavica setosa Stokes
- Moldavica suaveolens Gilib.
- Nepeta moldavica (L.) Baill.
- Ruyschiana moldavica (L.) House[2]

## Nombre común
- moldávica, torongil de Turquía.[3]